# 체코슬로바키아의 교육
본 문서는 1918년부터 1992년까지 중앙유럽에 있었던 공화국인 체코슬로바키아의 교육에 관한 내용이다.
코멘스키(코메니우스)의 모국(母國)인 체코슬로바키아 공화국의 교육은 1948년까지는 유럽전통에 따른 교육제도였고, 특히 1944년 이전의 영국의 교육제도와 비슷했다. 1949년 인민민주주의 헌법이 제정되어 의무교육은 8년으로 되었으며, 1960년 사회주의공화국 헌법이 제정되어 체코슬로바키아 공화국의 성립과 함께 교육제도도 개혁되었다.
교육제도는 3단계로 나뉘었다. 초등교육은 6세부터 시작하는 9년간의 의무교육이 있었고, 중등교육은 3년간의 고등학교(김나지움)와 각종 전문고교가 있었으며, 그 위에 대학(원칙으로 5년제)이 있었다. 여성의 취업률이 높은 것을 고려해서 의무교육 전의 유아교육제도도 정비되었다. 사회인 교육도 성행하였으며, 직장근로자를 위한 야간 외국어학교 등도 많았고, 대학도 근로자·직장인들에게 개방되었다. 대학은 종합대학과 공업·경제 등의 전문대학이 있었다.
또 학교 이외의 조직에 의한 청소년 교육활동에도 주력하였는데, 과거에는 청소년 공산주의자동맹이나 피오네르(러시아어: пионе́р, 체코어: Pionýr 피오니르[*], 영어: Pioneer：소년단 조직)에서의 집단교육이 중요시되었다.

## 참고 자료
- 이 문서에는 다음커뮤니케이션(현 카카오)에서 GFDL 또는 CC-SA 라이선스로 배포한 글로벌 세계대백과사전의 내용을 기초로 작성된 글이 포함되어 있습니다.